# Người Malagasy

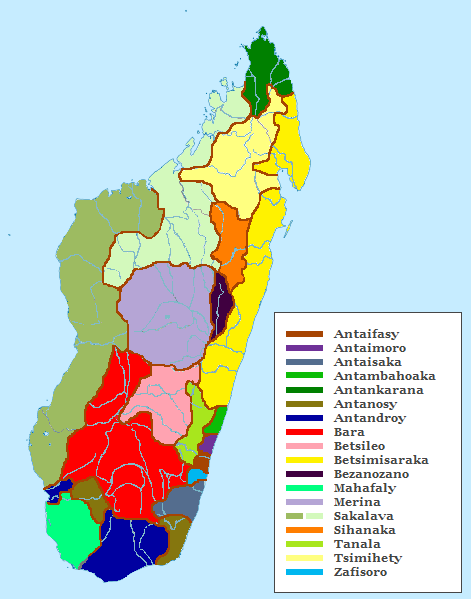
Sự phân bổ của các phân nhóm dân tộc Malagasy.

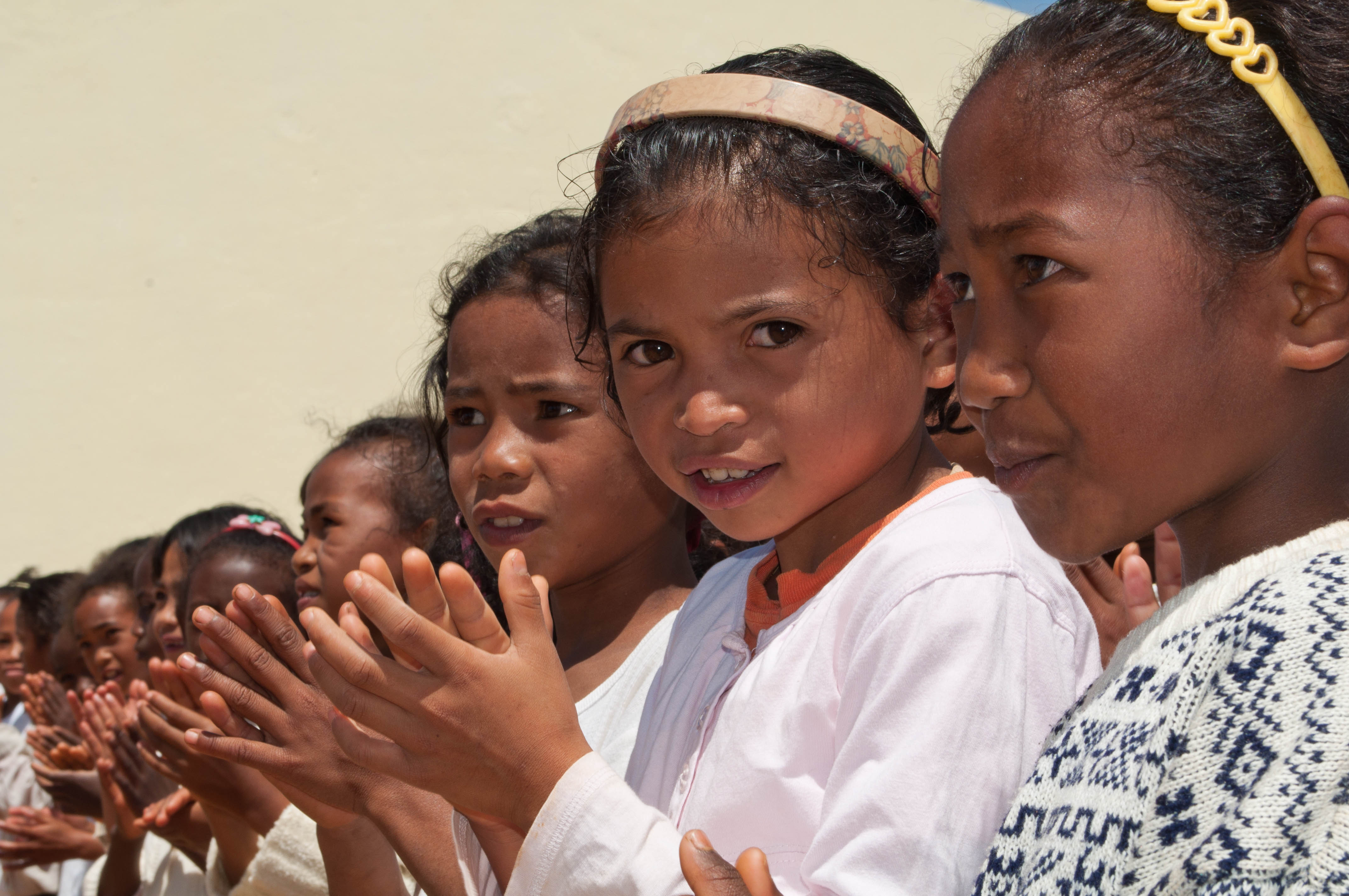
Trẻ em Merina

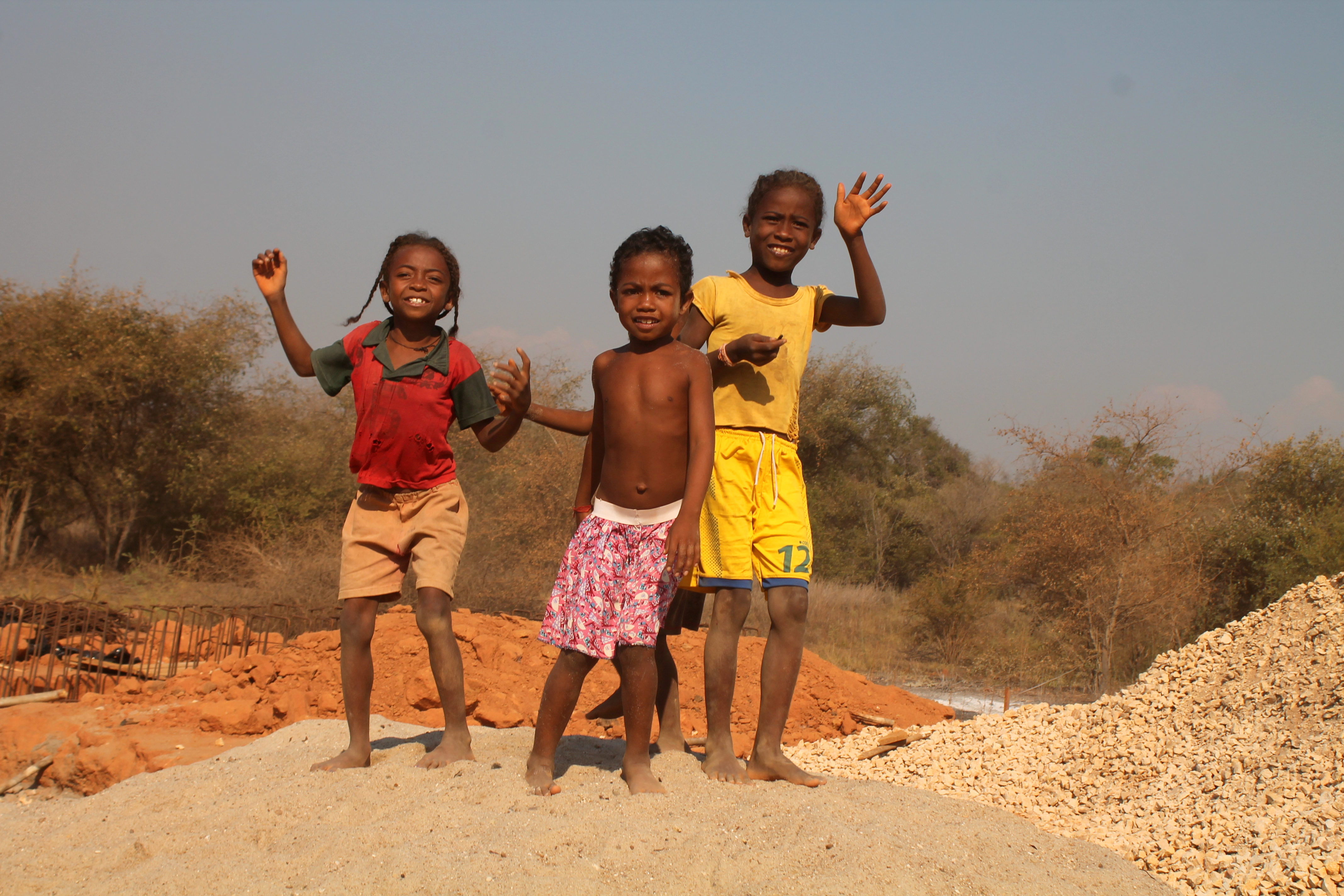
Trẻ em Sakalava

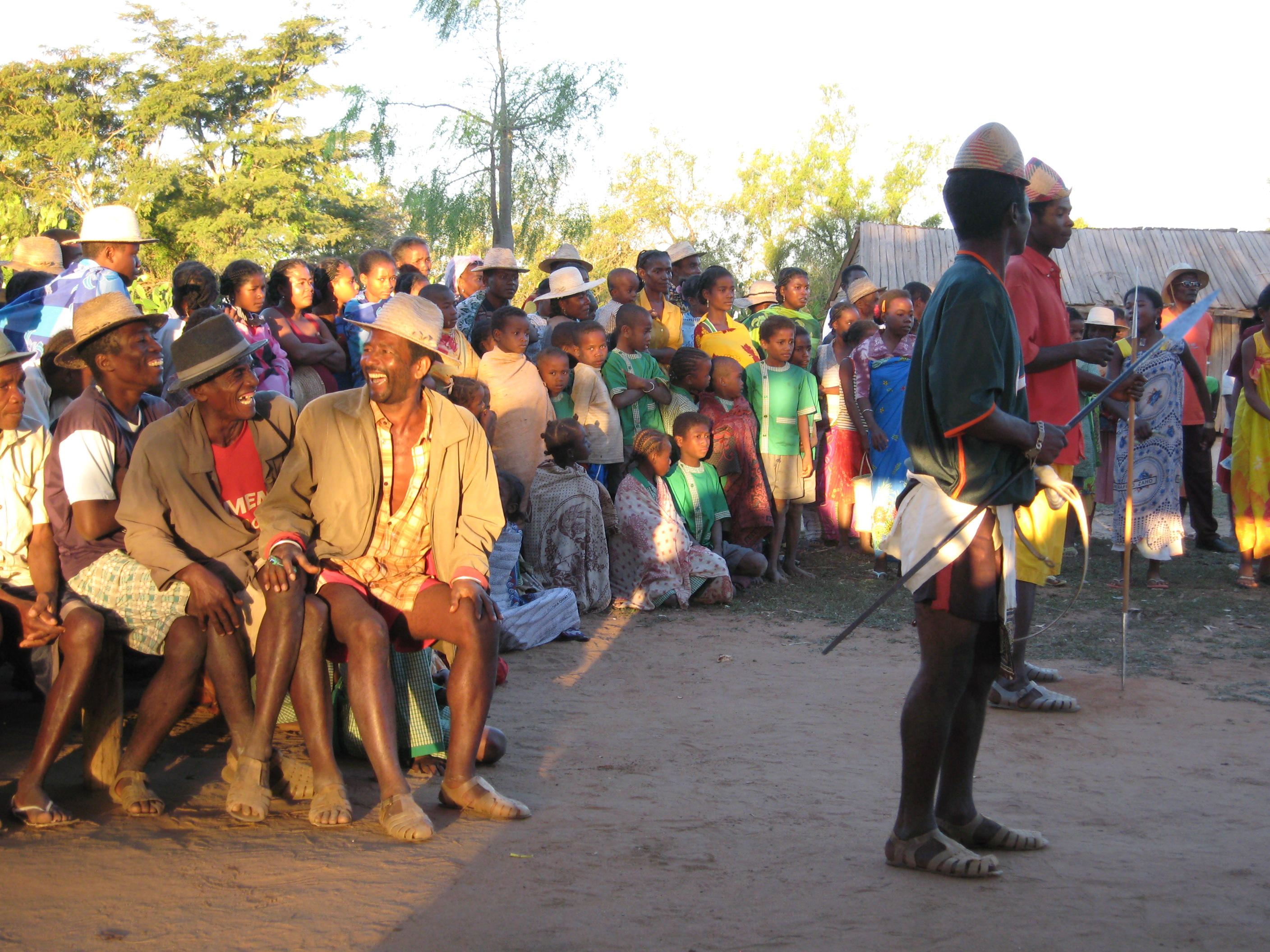
Người Antandroy biểu diễn một điệu nhảy truyền thống

Người Malagasy (tiếng Pháp: Malgache) là nhóm dân tộc hình thành nên gần như toàn bộ dân số Madagascar. Họ được chia thành hai phân nhóm: nhóm "người Cao Địa" Merina, Sihanaka và Betsileo tại vùng Cao nguyên Trung tâm sống quanh Antananarivo, Alaotra (Ambatondrazaka) và Fianarantsoa, và nhóm "cư dân ven biển" ở những nơi khác trên cả nước. Cách phân chia này có nguồn gốc từ lịch sử định cư. Dân Nam Đảo từ Borneo đến Madagascar từ thế kỷ III-X, thiết lập một mạng lưới các công quốc trên Cao nguyên Trung tâm, nơi họ trồng lúa. Sau đó, xuất hiện một số lượng lớn cư dân đến từ Đông Phi, họ thành lập các vương quốc dọc theo đường bờ biển tương đối vắng người.
- Nhóm "người Cao Địa"
  - Merina
  - Sihanaka
  - Betsileo
    - Zafimaniry
- Nhóm ven biển
  - Antaifasy hay Antefasy
  - Antaimoro hay Temoro hay Antemoro
  - Antaisaka hay Antesaka
  - Antambahoaka
  - Antandroy hay Tandroy
  - Antankarana
  - Antanosy hay Tanosy
  - Bara
  - Betsimisaraka
  - Bezanozano
  - Mahafaly
  - Makoa
  - Mikea
  - Sakalava
  - Tanala
  - Tsimihety
  - Vezo

Cũng có những cộng đồng người Malagasy sinh sống tại Pháp, vài nơi khác thuộc châu Âu.